# Chambre nationale de la mode italienne
 (octobre 2019).
Si vous disposez d'ouvrages ou d'articles de référence ou si vous connaissez des sites web de qualité traitant du thème abordé ici, merci de compléter l'article en donnant les références utiles à sa vérifiabilité et en les liant à la section « Notes et références ».
La Chambre nationale de la mode italienne (Camera nazionale della moda italiana) est une association à but non lucratif qui a pour objectif de promouvoir, coordonner le secteur de la mode italienne et de former de jeunes stylistes italiens.
Elle a été fondée en 1958, descendante directe du Sindacato Italiano Alta Moda (SIAM). Elle a son siège à Milan. Elle représente actuellement plus de 200 entreprises dans divers secteurs : vêtements, accessoires, maroquinerie, chaussures, distribution. Le président d'honneur est Beppe Modenese.
L’activité principale de la Chambre nationale de la mode italienne consiste à organiser des événements d’une grande importance qui se déroulent en Italie et qui ont pour objet le secteur de la mode. Elle organise notamment les défilés de prêt-à-porter à Milan (Milano Moda Donna et Milano Moda Uomo), qui se déroulent principalement à la Fiera di Milano et au Castello Sforzesco. Il organise également les présentations de la couture sur mesure à Rome (AltaRomAltaModa).